# Gustaf Gyldenstolpe
August Gustaf Fersen Gyldenstolpe, född 2 juni 1839 i Stockholm, död 11 oktober 1919 på Gripsholms slott, var en svensk greve, militär och hovman.

## Biografi
Gustaf Gyldenstolpe var son till kammarherren Carl August Gyldenstolpe och brorson till Nils Gyldenstolpe. Han blev underlöjtnant vid Livgardet till häst 1860, löjtnant 1861 samt ryttmästare och regementskvartermästare 1875. År 1883 blev han överstelöjtnant och chef för Jämtlands hästjägarkår, 1887 överste och 1897 generalmajor i armén samt var 1887-1902 sekundchef för Livregementets dragoner. Gyldenstolpe blev 1866 ordonnansofficer hos Karl XV. År 1876 utnämndes han till stallmästare hos Oscar II, 1879 till tjänstgörande kammarherre hos drottning Sofia, 1886 till förste hovstallmästare och chef för hovstallet samt 1908 till överhovstallmästare. Han erhöll 1911 avsked som chef för hovstallet. Gyldenstolpe var vid flera tillfällen adjutant och uppvaktande hos främmande furstar vid deras besök i Sverige och deltog i flera beskickningar till främmande hov. Gyldenstolpe blev 1893 ledamot av Krigsvetenskapsakademien.